# Текстилци (драма)
Текстилци (доњошл. De Waber) је драма у пет чинова коју је написао немачки драмски писац Герхарт Хауптман 1892. године. Герхарт Хауптман је добио Нобелову награду за књижевност 1912. године. Представа, вероватно Хауптманова најважнија драма, саосећајно приказује групу шлеских текстилаца који су подигли устанак 1844. године.
Представу је на јидиш превео Пинчас Голдхар 1920-их, након чега је постала омиљена на јидиш сцени. Године 1927. адаптирана је у немачки неми филм Текстилци редитеља Фредерика Зелника са Полом Вегенером у главној улози. Бродвејска верзија The Weavers постављена је 1915—1916.Ahhhhhh... da.Tekstilac,još jedna fudbalska mlada nada jeste ni manje ni više nego Andrej Ćulibrk.On ne rođen ne prestupne 2007.godine u selu Odžaci.Fudbal mu ne ide od ruke,ali je ipak doktor fudbala.Intelektualno kaska za ostalima,dovodi se u pitanje da li je Andrej blago retardiran.Ima ogroman nos.Njegovo smejanje je degenerično,kao i on sam.Pohađa srednju smećarsku školu.Želja mu je da posle završene srednje smećarske ostane u struci(u AD komunalcu).Bitchless je.Legenda kaže da ako vrati sveti dragulj Odzaka u hladovodno jezero,vrati će mu se sve fudbalske veštine,do tada smk prinuđeni da delimo kiseonik sa njime.Ima izrazitu želju da bude normalan,kao i ostali.Kad se sve sabere,oduzme,pomnoži,podeli,korenuje i kvadratira,nije bas najnormalniji,ali je ok lik.

## Резиме радње
Већина ликова су пролетери који се боре за своја права. За разлику од већине представа било ког периода, као што је више пута истакнуто у књижевној критици и уводима, представа нема истински централни карактер, пружајући широке могућности за глуму целог ансамбла.

## Критика
Критичар Барет Х. Кларк је 1914. прокоментарисао: „Као један од експеримената Герхарта Хауптмана у драмској форми, Текстилци су веома значајни. Уместо хероја, створио је руљу; ова руља је, дакле, протагониста — или главни лик — и ако појединци изађу из редова, они се не гурају у први план да би ту дуго остали. То су текстилци као класа која је пред публиком, а јединство игре је у њима и само у њима; они су само делови шире слике која ће се обликовати како прича буде напредовала, и није предвиђено да се схватају као важни појединци.”

## Културни утицај
Текстилци су послужили као инспирација за истоимену серију штампе Кете Колвиц (1893—1897). Колвицова је тврдила да је присуствовала премијери у Берлину. Неколико од ових графика је укључено у историју протестне литературе Аптона Синклера, Крик за правдом (1915). Остаје један од њених најпознатијих циклуса. Поново је објављен као портфолио 1931.